# لوک فیشر
لوکاس "لوک" فیشر (ارمنی: Լուկաս Ֆիշեր; انگلیسی: Lucas "Luke" Fischer؛ زادهٔ ۲۹ اکتبر ۱۹۹۴) بازیکن بسکتبال اهل ایالات متحده آمریکا-ارمنستان است. فیشر در لیگ آ س ب و یورولیگ بازی کرده‌است.

## باشگاهی
از تیم‌هایی که فیشر در آنها بازی کرده‌است می‌توان تیم بسکتبال کالجی دانشگاه ایندیانا بلومینگتون اشاره کرد.

## تیم ملی
در تابستان ۲۰۱۷ فیشر در ترکیب تیم ملی بسکتبال ارمنستان در مقدماتی جام جهانی بسکتبال ۲۰۱۹ بازی کرد.